# Bogouiné
Bogouiné est une ville située à l'ouest de la Côte d'Ivoire, et appartenant au département de Man, dans la Région des Montagnes. La localité de Bogouiné est un chef-lieu de commune et de sous-préfecture .